# إدموندو لوبيز
إدموندو لوبيز (مواليد 13 أغسطس 1935) هو مبارز بالسيف فنزويلي، مثّل بلاده في الألعاب الأولمبية الصيفية 1952.

## روابط خارجية
إدموندو لوبيز على موقع أوليمبيديا (الإنجليزية)